# 3811 Karma
3811 Karma este un asteroid din centura principală, descoperit pe 13 octombrie 1953 de Liisi Oterma.